# Merlsheim
Merlsheim ist einer von zehn Ortsteilen der Stadt Nieheim.

## Das Dorf
Merlsheim liegt rund 200 m über dem Meeresspiegel, im Nordwesten des Kreises Höxter am Oberlauf der Emmer, umgeben von bewaldeten Berghängen. Als Wappen hat Merlsheim eine Amsel und wird daher oft auch liebevoll das Amseldorf genannt (Merle = Amsel oder Drossel).
Das früher hauptsächlich landwirtschaftlich geprägte Dorf ist heute zu einer fast reinen Wohngemeinde geworden, denn die Landwirtschaft ist heute, bis auf einige Nebenerwerbsbetriebe, fast vollständig aus dem Dorf verschwunden. Andere Arbeitsplätze sind im Ort auch nur wenige vorhanden, so dass heute die überwiegende Mehrheit der werktätigen Bevölkerung nach außerhalb zur Arbeit muss.
Merlsheim hatte zuletzt (Stand 31. Dezember 2024) 275 Einwohner mit Hauptwohnsitz, hinzu kommen einige Bürger mit Zweitwohnsitz, die sich auf etwa 110 Häuser verteilen.
Bis 1967 hatte Merlsheim eine eigene Volksschule, danach mussten die Schüler der ersten bis vierten Klassen zur Grundschule nach Oeynhausen, diese Schule wurde im Sommer 2008 geschlossen. Ein Kindergarten ist weiterhin in Oeynhausen vorhanden. Heute besuchen die Grundschüler die Grundschule in Nieheim. Verschiedene Weiterführende Schulformen befinden sich in Nieheim (Sekundarstufe I) bzw. der Sekundarstufen I und II in Bad Driburg, Brakel oder Steinheim.
Etwa zwei Kilometer Luftlinie östlich der Ortslage von Merlsheim gelegen, befindet sich, aber auf Gebiet der Stadt Bad Driburg, das Bilster Berg Drive Resort, eine Test- und Präsentationsstrecke für die Automobilindustrie.

## Geographie

### Nachbarorte
Himmighausen, Oeynhausen, Nieheim (Kernstadt) nicht Gemarkung aber Straße und Schönenberg, alle Stadt Nieheim.
Pömbsen, Reelsen und Erpentrup, alle Stadt Bad Driburg, sowie Hohenbreden (Grevenhagen) Stadt Steinheim.

## Geschichte

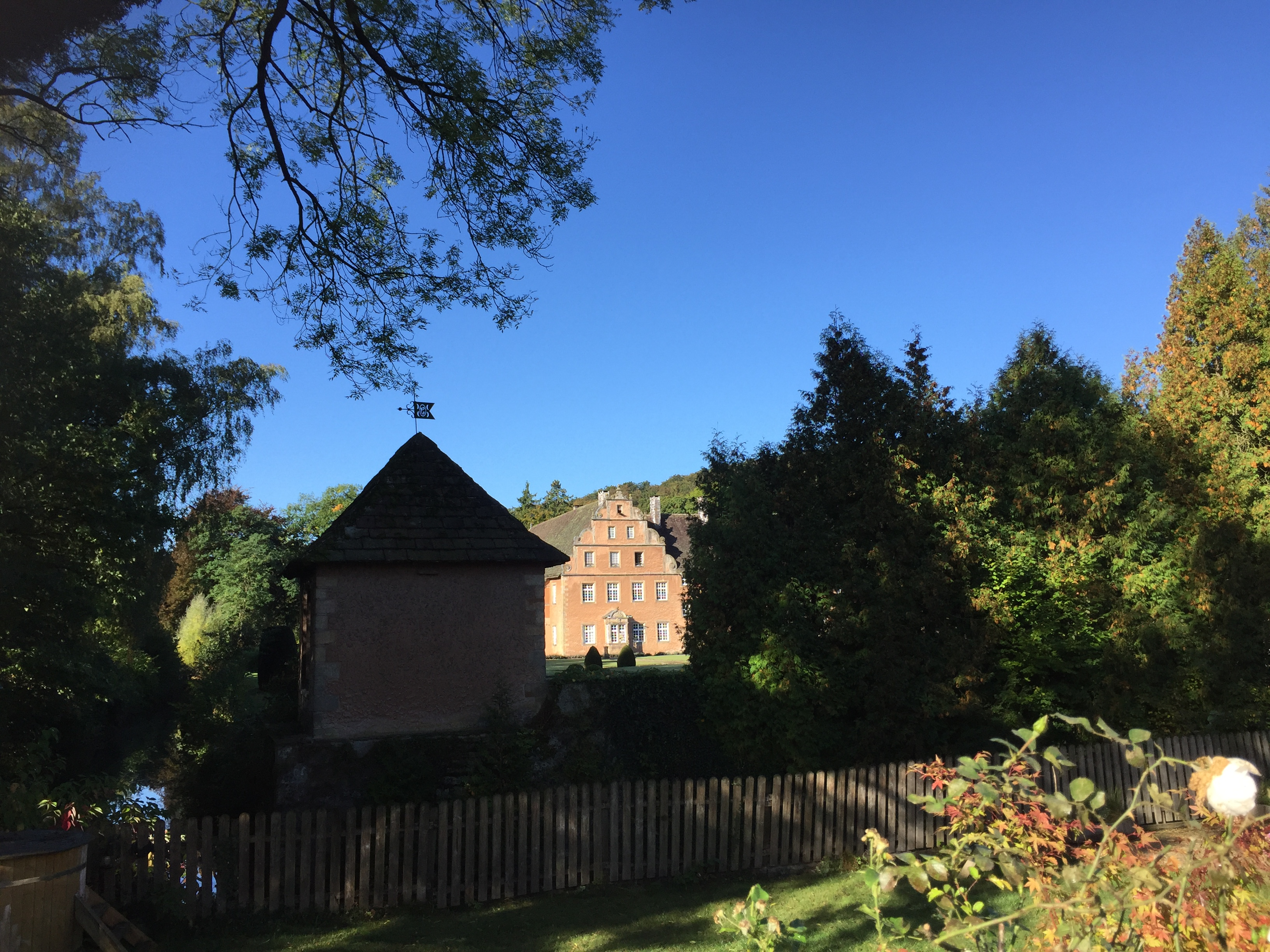
Schloss Merlsheim

Merlsheim fand im Jahre 1292 erstmals urkundliche Erwähnung unter die Namen Merlhossen und Merlhusen, das später auch Merlsen  genannt wurde.
Zu dieser Zeit ist Merlsheim Burgsitz eines gleichnamigen Rittergeschlechts, welches im 13. bis 15. Jahrhundert seine Blütezeit hatte. Bei der Pfarrtrennung Pömbsen-Nieheim im Jahre 1299 erscheint Merlsheim als Filiale von Pömbsen. Mitte des 14. Jahrhunderts erwarben die Ritter von Oeynhausen bei Merlsheim Besitz, und 1390 kaufte Johann der Junge von Oeynhausen das Dorf Merlsheim. Der Domherr C.Ph. von Ketteler ließ die alte Wehranlage 1667–1668 zum jetzigen Schloss Merlsheim ausbauen. Danach erlebte Haus Merlsheim mehrere Besitzerwechsel, seit 1920 ist das Schloss mit dem dazugehörigen Gut im Besitz der Familie von und zur Mühlen, die damals aus Münster nach Merlsheim zog.
Eine wichtige Quelle über die Entwicklung und das Aussehen von Merlsheim und seiner Umgebung ist eine Zeichnung von Pyrach aus dem Jahr 1737, mit seinen 16 Häusern, in denen sieben Meier, sechs Halbmeier, neun Kötter und zwölf Gemeine oder kleine Kötter mit ihren Familien wohnen. Bereits Ende des 18. Jahrhunderts sind 34 Hausbesitzer in einer Kopfschatzliste aufgeführt.
Merlsheim gehörte bis zu den Napoleonischen Kriegen zur Richterei Nieheim im Hochstift Paderborn. Im Königreich Westphalen bildete Merlsheim von 1807 bis 1813 eine Gemeinde im Kanton Nieheim des Distrikts Höxter im Departement der Fulda und fiel dann an Preußen. 1816 kam die Gemeinde zum neuen Kreis Brakel, der 1832 im Kreis Höxter aufging. Im Kreis Höxter gehörte Merlsheim zum Amt Nieheim, das bis in die 1930er Jahre mit dem Amt Steinheim das Doppelamt Nieheim-Steinheim bildete.
Eine Abschrift des Amtsgerichtes Nieheim-Steinheim aus dem Jahre 1852 belegt für Merlsheim neben dem Gut „Haus Merlsheim“, 27 Ackerwirte, 16 Haus- und Grundbesitzer sowie sieben Beilieger ohne Grundbesitz.
In den Jahren 1868/69 wurde die jetzige Kirche durch den Freiherrn Jos. von Hövel gebaut. Im Jahre 1908 ist der Gemeinde Merlsheim die Erlaubnis erteilt worden, die Kinder in der hiesigen Kapelle taufen zu lassen. In den Jahren 1947/48 fand ein Erweiterungsbau statt, mit dem die Kirche auf seine heutige Größe erweitert wurde; die Einweihung fand am 5. September 1948 durch den Weihbischof Augustinus Baumann statt.
Im Jahre 1880/81 wurde in Merlsheim eine neue Schule gebaut. In der Schule gab es nur einen Klassenraum, der Unterricht fand für mehrere Jahrgänge gemeinsam am Vormittag bzw. Nachmittag statt. 1967 wurde die Volksschule in Merlsheim geschlossen, der dort diensthabende Lehrer Ferdinand Schwarze unterrichtete danach noch an der Hauptschule in Nieheim. 1958 wurde die Amsel in das neue Ortswappen übernommen.
Am 1. Januar 1970 wurde Merlsheim durch das Gesetz zur Neugliederung des Kreises Höxter vom 2. Dezember 1969 mit der damaligen Stadt Nieheim und den übrigen Gemeinden des Amtes Nieheim zur neuen Stadt Nieheim zusammengeschlossen. Rechtsnachfolgerin der Gemeinde Merlsheim und des aufgelösten Amtes ist die neue Stadt Nieheim.
1972 wurde Merlsheim an die zentrale Wasserversorgung angeschlossen. In der Zeit von 1980 bis 1982 wurde die ehemalige Schule zur heutigen Bürgerhalle aus- und umgebaut, die 1986 noch um eine Luftgewehrschießanlage erweitert wurde.
Im Jahre 1993 erhielt Merlsheim im Rahmen des Ausbaus der L 755 Erpentrup-Nieheim eine am Nordrand des Dorfes vorbeiführende Umgehungsstraße.
1997 erhielten die Straßen in Merlsheim erstmals Straßennamen.
2015 hat Merlsheim beim Wettbewerb „Unser Dorf soll schöner werden, bzw. Unser Dorf hat Zukunft“, auf Landesebene, in der Gruppe der Dörfer bis 500 Einwohner Silber gewonnen. Zuvor hatte Merlsheim bereits 2013 und 2014 auf Kreisebene in der gleichen Kategorie ebenfalls Silber geholt. Am letzten Wochenende im August 2017 wurde in Merlsheim das 725-jährige Ortsjubiläum gefeiert. Dabei wurde auf dem Dorfplatz in der Ortsmitte ein sogenannter Jubiläumsbrunnen in Betrieb genommen. Ebenfalls 2017 beging die örtliche Freiwillige Feuerwehr ihr 125-jähriges Bestehen.
Im Jahr 2022 wurde in Merlsheim das Baugebiet Große Wiese mit insgesamt sechs Bauplätzen erschlossen.
2024 hat ein in Merlsheim wohnender Bauunternehmer in Merlsheim ein mit Holzhackschnitzel betriebenes Nahwärmesystem errichtet, über das jetzt etwa 75 % aller Merlsheimer Haushalte ihre Wärme für Heizung und Warmwasser beziehen.

## Politik
| Ergebnis der Kommunalwahl 2020 zum Rat der Stadt Nieheim Ortsteil Merlsheim | Ergebnis der Kommunalwahl 2020 zum Rat der Stadt Nieheim Ortsteil Merlsheim | Ergebnis der Kommunalwahl 2020 zum Rat der Stadt Nieheim Ortsteil Merlsheim |               |               |
| Partei                                                                      | Ratswahl 2020                                                               | Ratswahl 2014                                                               | Ratswahl 2009 | Ratswahl 2004 |
| --------------------------------------------------------------------------- | --------------------------------------------------------------------------- | --------------------------------------------------------------------------- | ------------- | ------------- |
| CDU                                                                         | 28,32 %                                                                     | 37,7 %                                                                      | 37,4 %        | 63,0 %        |
| SPD                                                                         | 19,47 %                                                                     | 31,7 %                                                                      | 26,0 %        | 33,8 %        |
| FDP                                                                         | 1,77 %                                                                      | 2,0 %                                                                       | 3,4 %         | 0,5 %         |
| UWG                                                                         | 43,81 %                                                                     | 28,6 %                                                                      | 33,2 %        | 2,8 %         |
| Bündnis/Grüne                                                               | 6,64 %                                                                      |                                                                             |               |               |

Merlsheim ist mit drei Ratsmitgliedern im Rat der Stadt Nieheim vertreten, wovon die CDU, SPD und UWG mit jeweils einem Mitglied vertreten sind. Darüber hinaus gibt es in Merlsheim einen fünf Mitglieder zählenden Ortsausschuss, wo die CDU und UWG mit jeweils zwei Mitgliedern und die SPD mit einem Mitglied vertreten sind.

## Religion
Merlsheim ist überwiegend katholisch geprägt. Die katholische Kirchengemeinde St. Luzia Merlsheim umfasst die Ortsteile Merlsheim und Schönenberg und gehört seit dem 1. Dezember 2018 zum Pastoralen Raum Steinheim-Marienmünster-Nieheim, dessen Dienstsitz sich in Steinheim befindet. Der PR umfasst das Gebiet der Städte Steinheim, Marienmünster, und Nieheim und besteht aus den ehemaligen Pastoralverbünden Steinheim, Marienmünster und Nieheimer Land. Der PR gehört zum Dekanat Höxter des Erzbistums Paderborn.
Bis 1869, als Merlsheim noch keine eigene Kirche hatte, mussten die gläubigen Merlsheimer zum Gottesdienst zur Kirche nach Pömbsen. Die im Jahr 1869 eröffnete, der heiligen St. Luzia geweihte Kirche in Merlsheim war bis 1925 eine Filiale von Pömbsen.
Am 1. September 1925 schlossen sich St. Luzia Merlsheim und St. Antonius v. Padua in Himmighausen zusammen und bildeten fortan eine gemeinsame Vikarie, wobei der Pfarrer seinem Dienstsitz in Himmighausen hatte.
Am 1. Oktober 1998 wurde die Vikarie Himmighausen / Merlsheim zusätzlich mit St. Dionysius in Sandebeck und ihrer Filialgemeinde St. Johannes Baptist in Grevenhagen zusammen gelegt.
Im Jahr 2006 schlossen sich alle 9 katholischen Pfarrgemeinden der Stadt Nieheim zum Pastoralverbund Nieheimer Land zusammen. Dieser hatte bis zum 1. Dezember 2018 Bestand.
Die evangelischen Christen in Merlsheim gehören der Ev. Christus-Kirchengemeinde Emmer-Nethe Bezirk: Marienmünster-Nieheim, im Evangelischen Kirchenkreis Paderborn an. Hauptgotteshaus ist die neugotische Kreuzkirche in Nieheim, Darüber hinaus befinden sich Kapellen in Himmighausen-Bahnhof und auf dem Gelände der Abtei in Marienmünster, außerdem besitzt die Kirchengemeinde in Nieheim ein Gemeindehaus.

## Vereine
- Schützenbruderschaft St. Josef Merlsheim-Schönenberg e. V.
- Freiwillige Feuerwehr der Stadt Nieheim, Löschgruppe Merlsheim.
- Frauenverein der KFD.
- Seniorengemeinschaft Merlsheim.

## Verkehr
Merlsheim liegt im Schnittpunkt der Landstraßen 951 von Steinheim nach Bad Driburg und der L755 von Altenbeken über Nieheim weiter nach Höxter.
Die nächsten Autobahn-Anschlussstellen befinden sich etwa 30 km westlich, auf die A 33, Paderborn-Zentrum und etwa 40 Kilometer südlich, Diemelstadt auf die A 44.
In öffentlichen Personennahverkehr gelten die regionalen Tarife des „Westfalentarifs“ (Nahverkehrsverbund Paderborn-Höxter). Zwei Regionalbuslinien verkehren an Werktagen durch Merlsheim. Die Linie 571 Stadtverkehr Nieheim-West verbindet Merlsheim mit Nieheim. Sowie die Linie R76, die über Merlsheim, Bad Driburg und Steinheim miteinander verbindet, wo jeweils Anschlüsse an die Bahn und weitere Buslinien bestehen. Darüber hinaus verkehrt nur an Schultagen morgens, mit einer Fahrt die Linie 578 aus Alhausen kommend nach Pömbsen und am Mittag mit drei Fahrten von Pömbsen zurück nach Alhausen durch Merlsheim.
Die nächstgelegenen Bahnhöfe befinden sich in Sandebeck etwa 6 Kilometer, Bad Driburg etwa 8,5 Kilometer, sowie Altenbeken und Steinheim jeweils etwa 11 Kilometer von Merlsheim entfernt.
Der nächste Flughafen ist mit ungefähr 50 km Entfernung der Flughafen Paderborn-Lippstadt. Der Flughafen Hannover liegt rund 120 km entfernt und ist von den Bahnhöfen in Steinheim und Altenbeken, mit der S-Bahn Linie 5 im Stundentakt direkt zu erreichen.